# Winnie van Weerdenburg

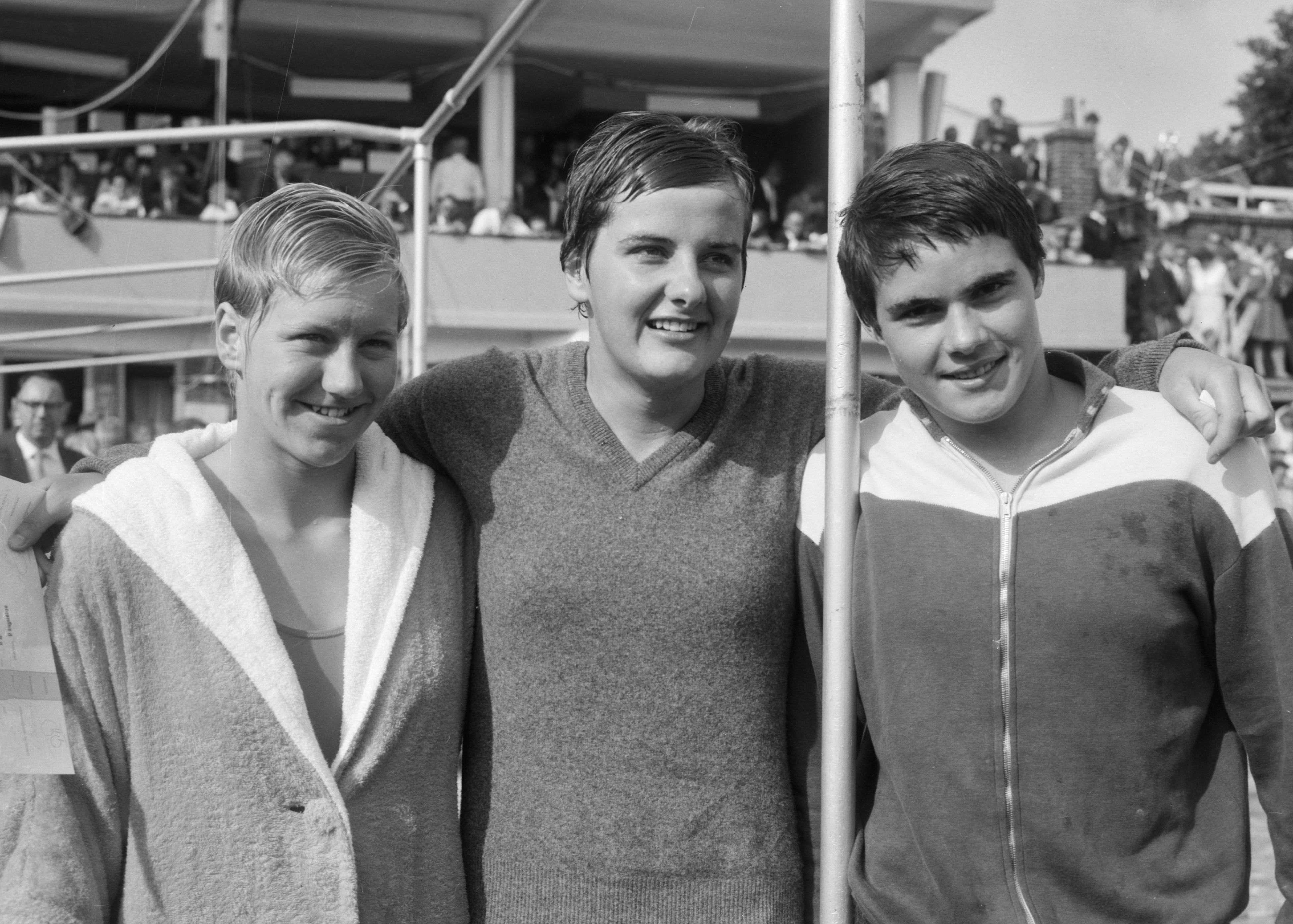
Von links nach rechts: Winnie van Weerdenburg, Erica Terpstra und Toos Beumer bei den niederländischen Meisterschaften 1964

Wilhelmina „Winnie“ van Weerdenburg, nach Heirat Winnie Rijke (* 1. Oktober 1946 in Den Haag; † 27. Oktober 1998 ebenda), war eine niederländische Schwimmerin. Sie gewann 1964 eine olympische Bronzemedaille.

## Sportliche Karriere
Am 27. Juni 1964 hatte die niederländische 4-mal-100-Meter-Freistilstaffel in der Aufstellung Pauline van der Wildt, Erica Terpstra, Ineke Tigelaar und Winnie van Weerdenburg in 4:12,3 Minuten einen neuen Europarekord aufgestellt. Dreieinhalb Monate später bei den Olympischen Spielen in Tokio trat die niederländische 4-mal-100-Meter-Freistilstaffel mit Pauline van der Wildt, Toos Beumer, Winnie van Weerdenburg und Erica Terpstra an und erreichte die fünftschnellste Vorlaufzeit. Im Finale siegte das Team aus den Vereinigten Staaten vor den Australierinnen. Dahinter schwammen die Niederländerinnen in der gleichen Besetzung wie im Vorlauf in 4:12,0 Minuten einen neuen Europarekord und erkämpften die Bronzemedaille vor den Ungarinnen, die in 4:12,1 Minuten ebenfalls unter dem alten Europarekord blieben. Zuvor hatte Winnie van Weerdenburg über 100 Meter Freistil als 18. der Vorläufe nur knapp den Einzug ins Halbfinale verpasst.
Die 1,68 Meter große Winnie van Weerdenburg startete für die Haagsche Zwemvereniging Zwemmen Is Altijd Nuttig.